# Mahonia subimbricata
Mahonia subimbricata là một loài thực vật có hoa trong họ Hoàng mộc. Loài này được Chun & F. Chun mô tả khoa học đầu tiên năm 1948.